# Akira Miyoshi
Akira Miyoshi (10 de enero de 1933 - 4 de octubre de 2013) fue un compositor japonés.
Miyoshi nació en Suginami, Tokio. Fue un niño prodigio en el piano, estudió con Kozaburo Hirai y Tomojiro Ikenouchi. Estudió literatura francesa en la Universidad de Tokio, y luego en el Conservatorio de París con Henri Challan y Raymond Gallois-Montbrun 1955-1957. Estaba muy influenciado por Henri Dutilleux. Regresó a Japón en 1957, y continuó estudiando francés, donde se graduó en 1960. En 1965, se convirtió en profesor en la Escuela de Música Toho Gakuen. Miyoshi recibió el 31.er Suntory Music Award (1999). Ha ganado cuatro premios Otaka por sus composiciones.

## Obras

### Orquestal
- 1960 Trois mouvements symphoniques – (Kôkyô sanshô)
- 1962 Concerto for piano and orchestra
- 1964 Duel for soprano and orchestra
- 1964 Concerto for Orchestra
- 1965 Concerto for violin and orchestra
- 1969 Concerto for marimba and string ensemble
- 1969 Odes métamorphosées
- 1970 Festival Overture
- 1970 Requiem for mixed choir and orchestra
- 1974 Concerto for cello and orchestra
- 1978 Noesis
- 1979 Psaume for mixed choir and orchestra
- 1982 En-Soi Lointain
- 1984 Kyômon for children's choir and orchestra
- 1988 Litania pour Fuji
- 1991 Création sonore
- 1991 Etoiles à cordes
- 1995 Dispersion de l'été
- 1996 Étoile à échos for cello and orchestra
- 1997 Fruits de brume
- 1998 Chanson terminale: Effeuillage des Vagues

### Obras para orquesta de viento
- 1972 Sapporo Olympic Fanfare
- 1987 Subliminal Festa – (Secret Rites)
- 1990 Stars Atlanpic '96
- 1991 Cross-By March
- 2000 Millennium Fanfare
- 2002 West Wind (timpani concerto)

### Música de cámara
- 1954 Violin Sonata
- 1955 Sonata for flute, cello and piano
- 1962 String Quartet No. 1
- 1967 String Quartet No. 2
- 1969 Huit poèmes for flute octet
- 1973 Nocturne for flute, clarinet, marimba, double bass and percussion
- 1975 Litania for double bass and percussion
- 1979 Hommage for flute, violin and piano
- 1980 Ixtacchihuatl for percussion ensemble
- 1982 Rêve colorie for two clarinets
- 1985 Message Sonore for flute, clarinet, marimba, double bass and percussion
- 1987 C6H for cello
- 1989 Ombre Scintillante for flute and harp
- 1989 Perspective en Spirale for clarinet and piano
- 1990 5 Esquisses for tuba and marimba
- 1992 String Quartet No. 3: Constellation Noire

### Música para piano
- 1958 Piano Sonata
- 1960 Suite In Such Time
- 1973 Chaînes Prelude for piano
- 1980 En vers for piano
- 1981 A Diary of the Sea (28 pieces)
- 1984 Phenomene sonore I for two pianos
- 1985 Cahier sonore for four-hand piano
- 1995 Phenomene sonore II for two pianos
- 1998 Pour le piano – mouvement circulaire et croisé

### Música para guitarra
- 1974 Protase "de loin à rien" for two guitars
- 1975 Epitase
- 1985 5 Poèmes
- 1989 Constellation Noire for guitar and string quartet

### Música para percusión
- 1962 Conversation – Suite for marimba
  1. Tender Talk
  2. So Nice It Was...Repeatedly
  3. Lingering Chagrin
  4. Again The Hazy Answer!
  5. A Lame Excuse
- 1965 Torse III for marimba
  1. These
  2. Chant
  3. Commentaire
  4. Synthese
- 1977 Étude Concertante for 2 marimbas
- 1987 Rin-sai for marimba solo and six percussion players
- 1991 Ripple for marimba solo
- 2001 Prelude Etudes for marimba